# Pterostichus caribou
Pterostichus caribou är en skalbaggsart som beskrevs av Ball. Pterostichus caribou ingår i släktet Pterostichus och familjen jordlöpare. Inga underarter finns listade i Catalogue of Life.